# Seseo

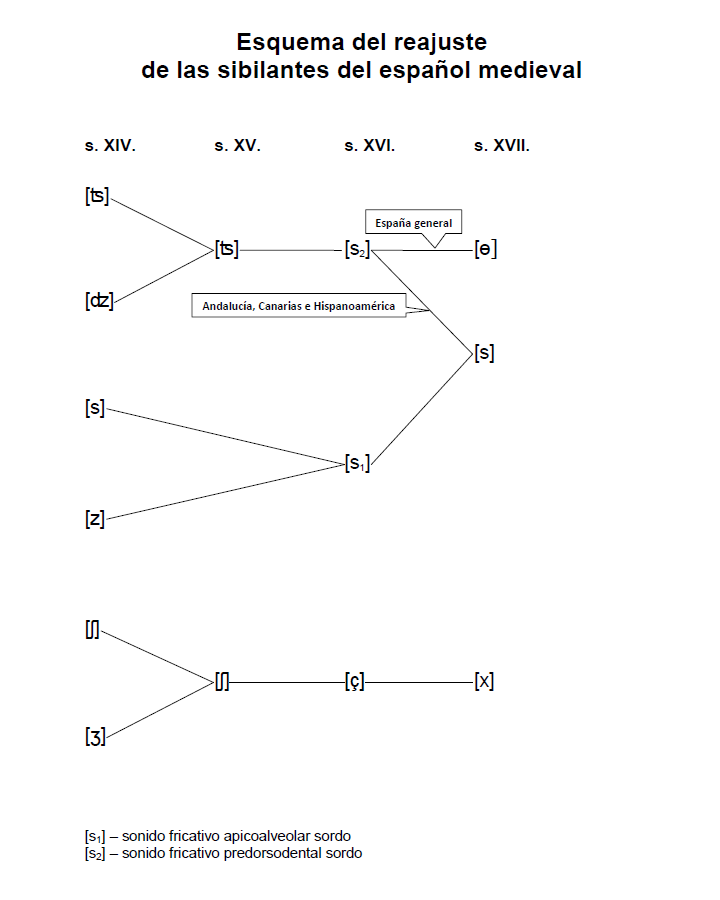
Canvis fonètics implicats en l'ajustament de les sibilants de l'espanyol.

El seseo o sigmatisme és una variació fonològica de l’espanyol i del gallec amb la qual els fonemes /s/ i /θ/ (representats per les grafies <c> (davant <e> o <i>), <z>, i <s>) no es distingeixen, assimilant-se a la consonant fricativa alveolar sorda /s/. Una variació molt semblant és el ceceo (zetacisme), més minoritari, en què el so resultant és més semblant a [θ]. Ambdues variacions es contraposen a la distinció entre /s/ i la consonant fricativa dental sorda (no estrident) /θ/, distinció que ocorre a la major part dels dialectes d'Espanya peninsular i és tinguda per norma en aquest país, mentre que a Amèrica aquesta distinció no es produeix. L'aparició d'aquests fenòmens data dels segles xvi i xvii, quan hi va haver un reajustament consonàntic de l’espanyol.

## Origen
Les raons del ''seseo'' es remunten als diferents cursos evolutius que va seguir el complex sistema de sibilants que posseïa l'espanyol anterior al segle xvii, i que es va modificar de diferents maneres a les regions nord i sud d'Espanya. Fins llavors s'emprava una distinció entre quatre fonemes que podem resumir de la manera següent:
| Grafia          | Fonètica (en IPA)                   | Exemple                                                                          |
| --------------- | ----------------------------------- | -------------------------------------------------------------------------------- |
| ce, ci, çe, çi  | africada dento-alveolar sorda /ts/  | pizza (segons la pronunciació italiana), Zucker (en alemany), tzùcaru (en sard)  |
| z               | africada dento-alveolar sonora /dz/ | dotze (en català)                                                                |
| ss              | fricativa apico-alveolar sorda /s/  | sandía, así en dialecte castellà                                                 |
| s intervocàlica | fricativa apico-alveolar sonora /z/ | zipper (en anglès), rosa (en italià, portuguès, català, sard, francès o alemany) |

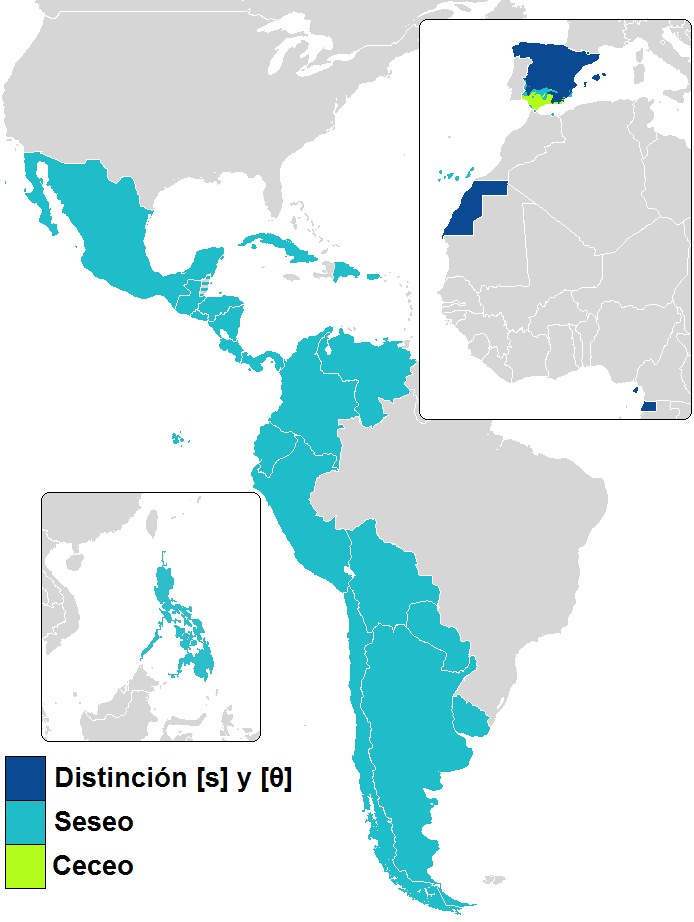
Carta de tots els països dits hispans. El seseo en blau clar.

Cap a la fi del segle xvi, aquest sistema va experimentar un primer canviament: les sonores es van ensordir i van restar solament /ts/ i /s/ apicoalveolar; Tanmateix, el sistema resultant era inestable, essent la similitud fonètica entre el parell de sons massa marcada per fer dependre de llur diferenciació els criteris fonològics. [cita 
L'evolució que va seguir a partir d'aquest punt va diferir a les regions nord i sud de la península. En el nord les consonants sonores van desaparèixer, deixant només les sordes /ş/ (dento-alveolar) i /s/ (apicoalveolar); la distinció entre aquestes es va sotalinear mitjançant l'avançament de la posició de l'àpex de la llengua en [ş], que de dentoalveolar es va transformar en la dental [θ], perdent en el procés la sibilància.  El procés que va distanciar ambdues sibilants va afectar també la consonant fricativa palatal sorda /ʃ/, que corresponia a les grafies de "x", "g" i "j"; per a distingir-la clarament de /s/, a la qual s'aproxima molt en la seva forma d'articulació, la consonant es va desplaçar cap enrere, donant la consonant fricativa vetllar sorda /x/.
A la zona d'Andalusia, la distinció entre consonants dento-alveolars i apico-alveolars va desaparèixer abans que el procés d'ensordiment eliminés les consonants sonores; de fet, segons Ralph Penny, l'andalús mai no arribaria a oposar-les. En la parla comuna podria haver existit una variació al·lofònica lliure o idiolèctica dels sons sibilants així doncs, com a resultat, la inestabilitat es va resoldre assimilant tots els sons a /s/. La realització concreta d'aquest darrer va variar segons les zones; la pronunciació que va arribar a Amèrica era la [s] predorsodental, comuna a altres idiomes, però en algunes regions es va conservar la dento-alveolar [ş]. Aquesta es distingeix de la /θ/ castellana perquè és sibilant, i de la /s/ ''seseant'' perquè té la posició més alta del cap de la llengua, i és gairebé exclusiva del dialecte andalús entre les llengües d'Europa.
Es creu que la predominança dels nadius de les terres del sud peninsular entre els colonitzadors del Nou Món va promoure la pronunciació andalusa occidental en aqueix (encara que no van ser la sola causa del seu assentament), exceptat als centres administratius de Lima i de Mèxic, en els quals es pensa que la presència més o menys constant de personatges d'importància nascuts en la península va conservar la distinció entre /s/ i /θ/ entre les classes altes durant un cert temps. El so [θ] sobreviu, o va ser reintroduït, parcialment, en dialectes andins del Perú en certs mots com "doce" (dotze) i "trece" (tretze).

## Extensió aEspanya

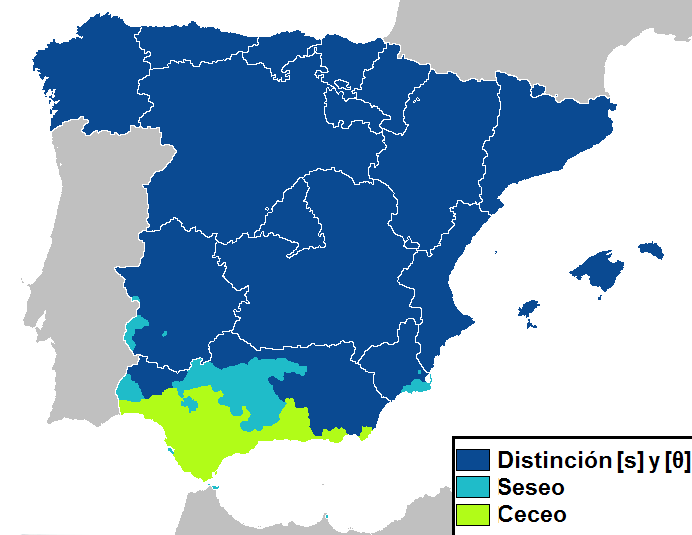
Carta d en blau clar.

Ultra en tot l'espanyol americà, el ''seseo'' existeix en el dialecte andalús i canari.

### Andalusia
A Andalusia la zona fonamentalment ''seseant'' comprèn, per províncies:
- A Huelva: el Andévalo.
- A Cadis: la ciutat de Cadis i algunes altres ciutats de l'entorn són ''seseants''.
- A Sevilla: la ciutat de Sevilla, una part de la comarca del Aljarafe, la serra nord i la zona d'Estepa.
- A Còrdova: la província més ''seseant'' d'Espanya. Tot el centre i sud de la província (zona de la campiña, Subbética i de la vall del Guadalquivir), incloent-hi la capital.
- A Màlaga: la zona d'Antequera.

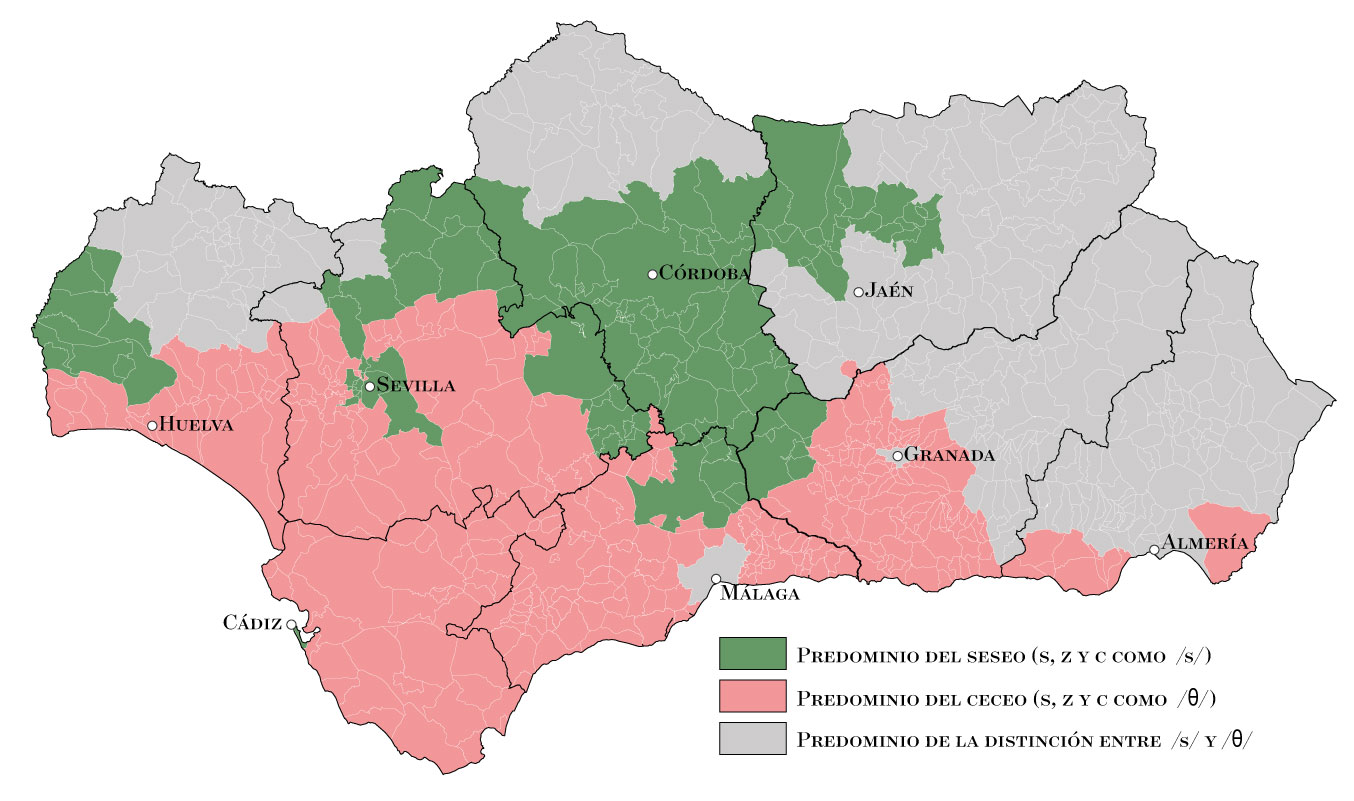
Carta del a Andalusia.

- Carta del ''seseo'' i ''ceceo'' a Andalusia.A Jaén: zones de la vall del Guadalquivir i poblacions frontereres amb Còrdova. Concretament 9 vilatges, que són Andújar, Arjona, Bailén, Marmolejo, Cazalilla, Baeza, Torredelcampo, Jabalquinto i Santiago de Calatrava. En algunes ciutats com Baeza ja ha desaparegut.
- A Granada: zona de l'extrem occidental, Montefrío i Algarinejo. Zones més a l'orient.
- A Almeria: gairebé desaparegut com a solució majoritària, existeix com a ús minoritari en diversos nuclis de població.

### País Valencià
També es produeix un ''seseo'' en diverses petites zones castellanòfones de la País Valencià que confronten amb altres de domini lingüístic valencià.  En algunes, la llengua castellana va substituir la valenciana (Vega Baixa), i en altres (a les províncies de València i Castelló) el castellà es va escampar després de l'expulsió dels moriscos, romanent-hi algunes zones despoblades. Així doncs, el valencià resta com a substrat en el primer cas, i com a llengua influent en el segon, a causa de la seva proximitat, tant en el vocabulari específic com en la característica del ''seseo'', resultat de la inexistència del fonema [θ] en la llengua catalana. Així mateix, en el Camp de Cartagena es pot sentir el seseo entre les persones d'edat més avançada. No s'ha de confondre aquest seseo minoritari, propi de castellanòfons de llengua materna, amb el dels valencianòfo,ns natius quan parlen en castellà.

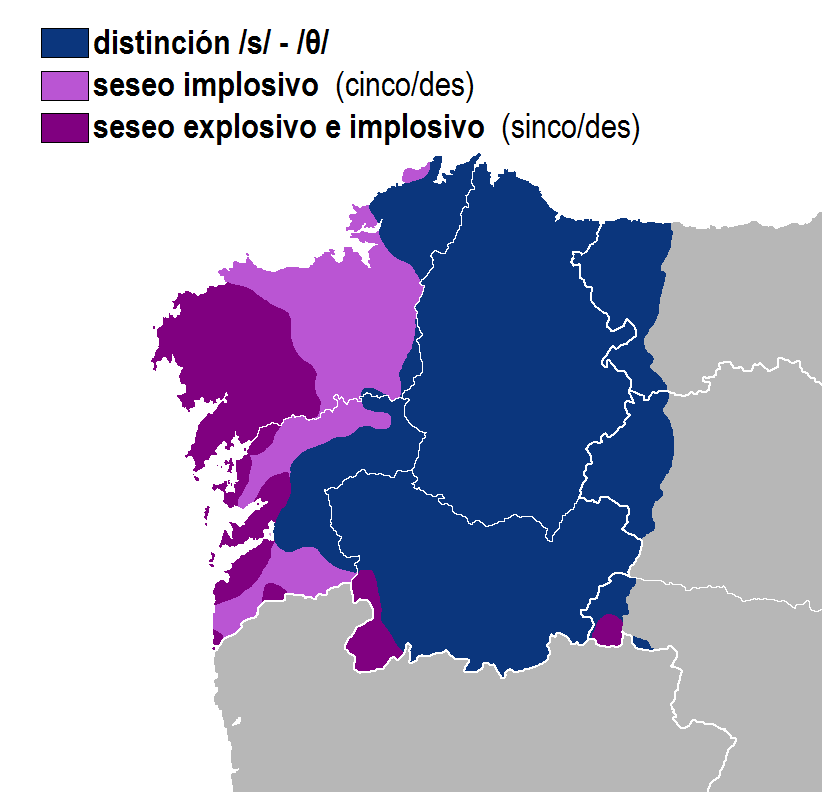
Llengua gallega:
Àrees amb distinció entre /s/ i /θ/ sempre
Àrees amb seseo implosiu (cinco/des)
Àrees amb seseo explosiu i implosiu (sinco/des)
A Galícia aquests dos tipus de seseo es produeixen només en idioma gallec, no en la varietat del castellà de Galícia.

### Galícia
Existeix ''seseo'' entre les generacions gallegòfones d'edat més avançada quan parlen castellà per influència directa de pronunciacions dialectals del gallec. Es produeix aquest fenomen, a grans trets, en la part més occidental del territori gallec. La carta correspon al ''seseo'' en llengua gallega, però es pot aplicar també al ''seseo'' en castellà, encara que en clara reculada.
Actualment a Espanya, la pressió de la fonètica majoritària, adoptada pels mitjans de comunicació fins i tot a Andalusia, està causant una regressió històrica del ''seseo''.  Nogensmenys, els ''seseos'' andalús i canari resten dominants a les seves respectives zones (en el cas de l'andalús, en l'Andalusia ''seseant''). En la resta del món hispanòfon, en canvi, el fonema /θ/ no hi té cap presència.

## Exemples
- Abrasar: Cremar, produir brases. / Abrazar: Abraçar, estrènyer amb els braços.
- Asar: Exposar al foc, en sec, una menja crua per a poder consumir-la. / Azar: Atzar, casualitat, esdeveniment fortuït, desgràcia imprevista.
- Casar: Unir en matrimoni. / Cazar: Caçar, matar animals salvatges.
- Coser: Ajuntar amb fil peces de tela. / Cocer: Coure, cuinar aliments al foc.
- Poso: Pòsit o solatge, residu sòlid que deixa un líquid. / Pozo: Pou, perforació en el sòl per a obtenir aigua.
- Reses: plural de res (cap de bestiar) / Reces: 2a. persona singular del present de subjuntiu del verb rezar (pregar).
- Rosa: Flor, color i nom propi de dona. / Roza (frega): 3a. persona singular del present d'indicatiu del verb rozar (fregar).
- Siento: 1a. persona singular del present d'indicatiu del verb sentir. / Ciento: Cent, deu vegades deu (apocopat com a "cien" (cent).
- Sirio (sirià): Habitant de Síria. Estel de la constel·lació Canis Maioris. / Cirio: Ciri, candela que s'encén.
- Tasa (taxa): Acció i efecte de taxar. / Taza: Tassa, recipient per a beure cafè, te o altres infusions.